# Љу Шенгшу
Љу Шенгшу (кинески: 刘圣书; рођена 8. априла 2004) је кинеска играчица бадминтона. Освојила је сребрну медаљу у женском пару на Олимпијским играма 2024. године. Такође је освојила бронзану медаљу на Азијском првенству 2024. године. Помогла је националном тиму да освоји првенство Азије у мјешовитом пару 2023. и Убер куп 2024. године. У својој јуниорској каријери, побједила је у категорији дјевојака и мјешовитих парова на Светском јуниорском првенству 2022. године. Љу је 30. фебруара 2024. године са својом тренутним партнерком Тан Нингом достигла највиши ниво у каријери као свјетски број 3 у женском пару на БВФ свјетској ранг листи.